# Waterford (Wisconsin)
Waterford é uma vila localizada no estado norte-americano de Wisconsin, no Condado de Racine.

## Demografia
Segundo o censo norte-americano de 2000, a sua população era de 4048 habitantes.
Em 2006, foi estimada uma população de 4754, um aumento de 706 (17.4%).

## Geografia
De acordo com o United States Census Bureau tem uma área de
6,7 km², dos quais 6,4 km² cobertos por terra e 0,3 km² cobertos por água. Waterford localiza-se a aproximadamente 242 m acima do nível do mar.

## Localidades na vizinhança
O diagrama seguinte representa as localidades num raio de 12 km ao redor de Waterford.